# James Leo Meehan
James Leo Meehan (Illinois, 22 luglio 1891 – San Francisco, 8 novembre 1943) è stato un regista e sceneggiatore statunitense.

## Biografia
Nel 1923, sposò Jeannette Porter, la figlia della scrittrice Gene Stratton-Porter, con la quale produsse e diresse alcuni film basati sui suoi popolari romanzi che, adattati per lo schermo, illustravano – come facevano i suoi libri – uno stile di vita semplice e in sintonia con la natura. Meehan, negli ultimi anni di attività come regista, lavorò anche come documentarista.

## Filmografia

### Regista
- Silver Spurs, co–regia di Henry McCarty (1922)
- Trapped in the Air, co–regia di Henry McCarty (1922)
- Michael O'Halloran (1923)
- A Girl of the Limberlost (1924)
- The Keeper of the Bees (1925)
- Laddie (1926)
- Naughty Nanette (1927)
- Mother (1927)
- The Magic Garden (1927)
- Judgment of the Hills (1927)
- The Harvester (1927)
- Little Mickey Grogan
- Wallflowers
- Freckles (1928)
- The Devil's Trademark
- The Little Yellow House
- The Bridegroom
- Hunt the Tiger
- Hunting Tigers in India
- The Fair Deceiver
- Across the World with Mr. And Mrs. Martin Johnson
- Old Bill's Christmas
- Campus Sweethearts

### Sceneggiatore
- The Ranger and the Law, regia di Robert Kelly (1921)
- The Masked Avenger, regia di Frank B. Fanning - soggetto e sceneggiatura (1922)
- The Devil's Ghost, regia di Charles W. Mack (1922)
- Michael O'Halloran, regia di James Leo Meehan (1923)
- The Keeper of the Bees, regia di James Leo Meehan (1925)
- The Magic Garden, regia di James Leo Meehan (1927)
- Across the World with Mr. And Mrs. Martin Johnson, regia di James Leo Meehan